# Lista de dignitários no funeral de Estado de John F. Kennedy

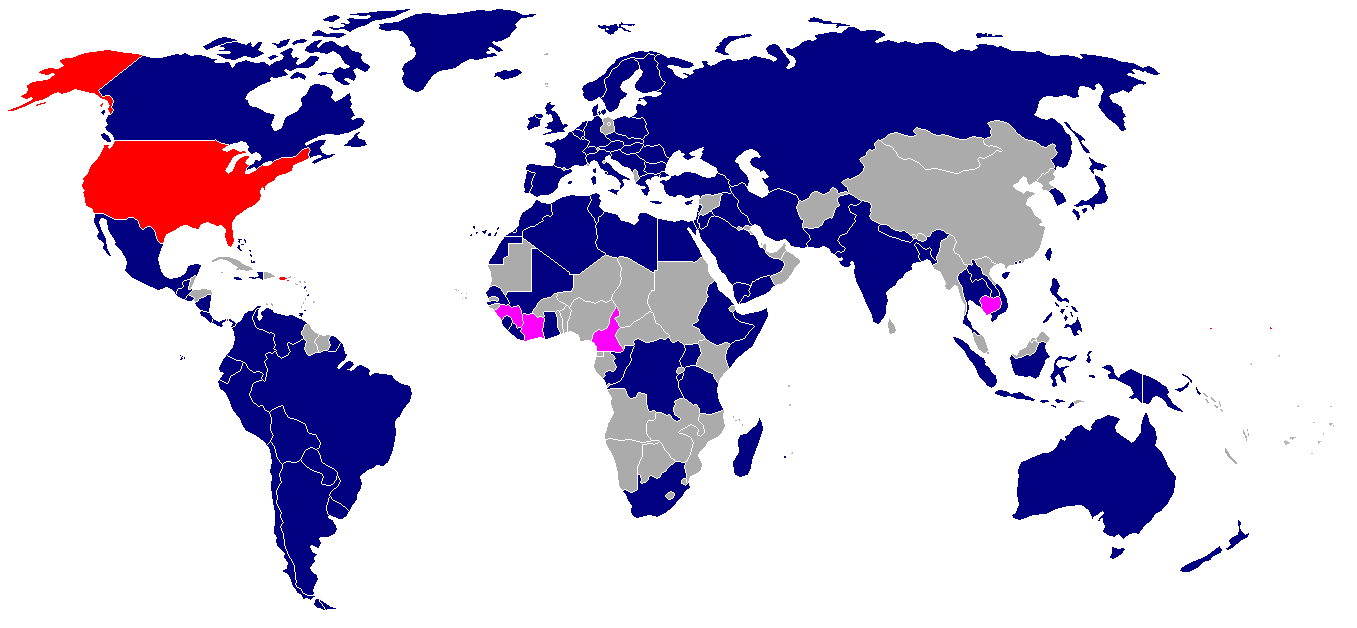
Nações que compareceram ao funeral (azul) ou cujos dignitários chegaram tarde demais, mas compareceram à recepção de Lyndon B. Johnson em 25 de novembro (rosa).

Esta é uma lista de dignitários presentes no funeral de Estado de John F. Kennedy. Kennedy foi assassinado em 22 de novembro de 1963, em Dallas, Texas, e seu funeral de Estado ocorreu em 25 de novembro de 1963, em Washington, D.C..
Enquanto o presidente Kennedy estava sendo velado, dignitários estrangeiros — incluindo chefes de Estado e de governo e membros de famílias reais — começaram a chegar a Washington para assistir ao funeral de Estado na segunda-feira. O Secretário de Estado Dean Rusk e outros funcionários do Departamento de Estado foram aos dois aeroportos comerciais de Washington para cumprimentar pessoalmente os dignitários estrangeiros.
Com tantos dignitários estrangeiros presentes no funeral, alguns oficiais das forças de segurança, incluindo o chefe do MPDC, Robert V. Murray, disseram mais tarde que foi o maior pesadelo de segurança que já haviam enfrentado.
Desde o funeral do rei Eduardo VII do Reino Unido, em 1910, nunca tinha havido uma reunião tão grande de presidentes, primeiros-ministros e membros da realeza em um funeral de Estado. Ao todo, 220 dignitários estrangeiros de 92 países, cinco agências internacionais e o papado compareceram ao funeral. Os dignitários incluíram 19 chefes de Estado e de governo e membros de famílias reais. Essa foi a maior reunião de estadistas estrangeiros na história dos Estados Unidos.

## Delegações estrangeiras

### A
| País               | Dignitário                                                                             | Título |
| ------------------ | -------------------------------------------------------------------------------------- | --- |
| Afeganistão        | Assadullah Seraj                                                                       | Embaixador na França |
| África do Sul      | Dr. Willem C. Naude                                                                    | Embaixador nas Nações Unidas |
| Alemanha Ocidental | Heinrich Lübke Ludwig Erhard Gerhard Schröder Kai-Uwe von Hassel Willy Brandt          | Presidente Chanceler Ministro das Relações Exteriores Ministro da Defesa Prefeito de Berlim Ocidental                                            |
| Arábia Saudita     | Rashad Pharaon Abdallah Hababi                                                         | Embaixador na França Chargé d'affaires em Washington                                                                                             |
| Argélia            | Abdelkadir Chanderil Abdelaziz Bouteflika El Hadj Benalla Amar Ouzegane Cherif Guellal | Embaixador nas Nações Unidas Presidente da Assembleia Nacional Ministro das Relações Exteriores Ministro de Estado Embaixador nos Estados Unidos |
| Argentina          | Carlos Humberto Perette Miguel Ángel Zavala Ortiz Ignacio Ávalos                       | Vice-presidente Ministro das Relações Exteriores Secretário da Guerra                                                                            |
| Austrália          | Alister McMullin                                                                       | Presidente do Senado |
| Áustria            | Alfons Gorbach                                                                         | Chanceler |

### B
| País     | Dignitário | Título |
| -------- | --- | --- |
| Bahamas  | Roland Theodore Symonette | Premiê designado |
| Bélgica  | Balduíno Paul-Henri Spaak | Rei Ministro das Relações Exteriores |
| Bolívia  | Enrique Sánchez de Lozada | Embaixador nos Estados Unidos |
| Brasil   | João Augusto de Araújo Castro Auro de Moura Andrade Vitorino de Brito Freire Antônio Carlos Konder Reis Roberto de Oliveira Campos | Ministro das Relações Exteriores Presidente do Senado Líder da Maioria do Senado Líder da Minoria do Senado Embaixador nos Estados Unidos |
| Bulgária | Milko Tarabanov | Vice-ministro das Relações Exteriores |
| Burundi  | Léon Ndenzako | Embaixador nos Estados Unidos |

### C
| País               | Dignitário                                 | Título                                                                          |
| ------------------ | ------------------------------------------ | ------------------------------------------------------------------------------- |
| Camboja            | Príncipe Norodom Kantol                    | Primeiro-ministro                                                               |
| Camarões           | Benoît Balla-Ondoux                        | Ministro das Relações Exteriores                                                |
| Canadá             | Lester B. Pearson Paul Joseph James Martin | Primeiro-ministro Secretário de Estado das Relações Exteriores                  |
| Checoslováquia     | Jiří Hájek                                 | Representante nas Nações Unidas                                                 |
| Chile              | Carlos Martínez                            | Representante nas Nações Unidas                                                 |
| Chipre             | Zenon Rossides                             | Embaixador nos Estados Unidos                                                   |
| Colômbia           | Alberto Lleras Camargo                     | Ex-presidente                                                                   |
| Congo-Brazzaville  | Emmanuel Damongo-Dadet                     | Embaixador nos Estados Unidos                                                   |
| Congo-Léopoldville | Jacques Masangu                            | Vice-premiê                                                                     |
| Coreia do Sul      | Park Chung-hee                             | Presidente interino                                                             |
| Costa do Marfim    | Phillipe Yace Camille Alliali              | Presidente da Assembleia Nacional Ministro Delegado para as Relações Exteriores |
| Costa Rica         | José Figueres Ferrer                       | Ex-presidente                                                                   |

### D
| País      | Dignitário     | Título            |
| --------- | -------------- | ----------------- |
| Dinamarca | Jens Otto Krag | Primeiro-ministro |

### E
| País        | Dignitário                                                                                          | Título |
| ----------- | --------------------------------------------------------------------------------------------------- | --- |
| El Salvador | Héctor Escobar Serrano                                                                              | Ministro das Relações Exteriores                                                                                         |
| Equador     | Neftali Ponce Miranda                                                                               | Ministro das Relações Exteriores                                                                                         |
| Espanha     | Agustín Muñoz Grandes                                                                               | Primeiro Vice-Presidente do Governo                                                                                      |
| Etiópia     | Haile Selassie I Ras Andargachew Messai Eskinder Desta Teferawork Kidane-Wold Lij Kassa Woldemariam | Imperador Governador de Sidamo Comandante da Marinha Etíope Ministro da Pena Presidente da Universidade Haile Selassie I |

### F
| País      | Dignitário                                                                             | Título |
| --------- | -------------------------------------------------------------------------------------- | --- |
| Filipinas | Diosdado Macapagal Eva Macapagal                                                       | Presidente Primeira-dama                                                                                   |
| Finlândia | Veli Merikoski                                                                         | Ministro das Relações Exteriores                                                                           |
| França    | Charles de Gaulle Maurice Couve de Murville Charles Ailleret Étienne Burin des Roziers | Presidente Ministro das Relações Exteriores Chefe do Estado-Maior de Defesa Secretário Geral do Presidente |

### G
| País      | Dignitário                                     | Título                                                                                   |
| --------- | ---------------------------------------------- | ---------------------------------------------------------------------------------------- |
| Gana      | Miguel A. Ribeiro K. Armah Alex Quaison-Sackey | Embaixador nos Estados Unidos Alto Comissário em Londres Representante nas Nações Unidas |
| Grécia    | Frederica Sofoklís Venizélos                   | Rainha consorte Vice-premiê e Ministro das Relações Exteriores                           |
| Guatemala | Alberto Herrarte González José de Dios Agular  | Ministro das Relações Exteriores Secretário Privado do Governo                           |
| Guiné     | Saifonlaye Diallo Leon Maka Alessane Dioh      | Ministro de Estado Presidente da Assembleia Nacional Ministro das Comunicações           |

### H
| País    | Dignitário     | Título                                         |
| ------- | -------------- | ---------------------------------------------- |
| Haiti   | Carlet Auguste | Embaixador nas Nações Unidas                   |
| Hungria | Péter Mód      | Primeiro Vice-Ministro das Relações Exteriores |

### I
| País       | Dignitário                                                                    | Título |
| ---------- | ----------------------------------------------------------------------------- | --- |
| Índia      | Vijaya Lakshmi Pandit                                                         | Delegado nas Nações Unidas |
| Indonésia  | Abdul Haris Nasution Sudjarwo Tjondronegoro                                   | Ministro da Defesa e dos Assuntos de Segurança Vice-ministro das Relações Exteriores                                                                                       |
| Irã        | Gholam Reza Pahlavi Abbas Aram                                                | Príncipe (representando o Xá) Ministro das Relações Exteriores |
| Iraque     | Ali Haidar Sulaiman                                                           | Embaixador nos Estados Unidos |
| Irlanda    | Éamon de Valera Frank Aiken Vivion de Valera                                  | Presidente Ministro das Relações Exteriores Filho de Éamon de Valera |
| Islândia   | Guðmundur Ívarsson Guðmundsson                                                | Ministro das Relações Exteriores |
| Israel     | Zalman Shazar Golda Meir                                                      | Presidente Ministro das Relações Exteriores |
| Itália     | Cesare Merzagora Attilio Piccioni Piero Vinci Guerino Roberti Emiliano Scotti | Presidente do Senado Ministro das Relações Exteriores Chefe de gabinete do Ministério das Relações Exteriores Chefe Adjunto de Protocolo Conselheiro Militar do Presidente |
| Iugoslávia | Koča Popović Petar Stambolić                                                  | Ministro das Relações Exteriores Primeiro-ministro |

### J
| País     | Dignitário                                                | Título                                                                                                |
| -------- | --------------------------------------------------------- | --- |
| Jamaica  | Alexander Bustamante Paul Cook James Lloyd Noel Crosswell | Primeiro-ministro Chefe de Gabinete Secretário do Ministério das Relações Exteriores Chefe da Polícia |
| Japão    | Hayato Ikeda Masayoshi Ōhira                              | Primeiro-ministro Ministro das Relações Exteriores                                                    |
| Jordânia | Antone Atallah                                            | Ministro das Relações Exteriores                                                                      |

### L
| País       | Dignitário                                | Título                                                                                |
| ---------- | ----------------------------------------- | ------------------------------------------------------------------------------------- |
| Laos       | Tiao Khampan Sisouk na Champassak         | Representante Permanente nas Nações Unidas Embaixador na Índia                        |
| Líbano     | Ibrahim Ahdab George Hakim                | Embaixador nos Estados Unidos Representante nas Nações Unidas                         |
| Libéria    | William R. Tolbert, Jr. J. Rudolph Grimes | Vice-presidente Secretário de Estado                                                  |
| Líbia      | Wahbi al-Bouri                            | Representante nas Nações Unidas                                                       |
| Luxemburgo | João Eugène Schaus                        | Grão-duque hereditário (representando a Grã-Duquesa) Ministro das Relações Exteriores |

### M
| País       | Dignitário | Título |
| ---------- | --- | --- |
| Madagascar | Louis Rakotomalala | Representante Permanente nas Nações Unidas |
| Mali       | R. E. Oumar Sow | Representante nas Nações Unidas |
| Marrocos   | Moulay Abdallah Ahmed Reda Guedira Mohammad Ziani Abdelkader Benjelloun Ali Benjelloun Ahmed Taibi Benhima Badir din Senoussi Mohamed Meziane Moulay Hafid | Príncipe (representando o Rei) Ministro das Relações Exteriores Adido do Gabinete do Ministro das Relações Exteriores Ministro da Justiça Embaixador Representante Permanente nas Nações Unidas Adido do Gabinete Real Inspetor Geral das Forças Armadas Diretor Geral do Protocolo Real |
| México     | Manuel Tello Baurraud | Secretário das Relações Exteriores |

### N
| País          | Dignitário                                | Título                                                   |
| ------------- | ----------------------------------------- | -------------------------------------------------------- |
| Nepal         | Matrika Prasad Koirala                    | Embaixador nos Estados Unidos                            |
| Nicarágua     | Luis Somoza Debayle Alfonso Ortega Urbina | Senador e ex-presidente Ministro das Relações Exteriores |
| Noruega       | Haroldo Einar Gerhardsen                  | Príncipe herdeiro Primeiro-ministro                      |
| Nova Zelândia | R. E. George Laking                       | Embaixador nos Estados Unidos                            |

### P
| País          | Dignitário                             | Título                                                                               |
| ------------- | -------------------------------------- | ------------------------------------------------------------------------------------ |
| Países Baixos | Bernardo Beatriz Joseph Luns           | Príncipe (representando a Rainha) Princesa herdeira Ministro das Relações Exteriores |
| Panamá        | Galileo Solís Arturo Morgan Morales    | Ministro das Relações Exteriores                                                     |
| Paquistão     | Zulfikar Ali Bhutto                    | Ministro das Relações Exteriores                                                     |
| Paraguai      | Juan Plate                             | Embaixador nas Nações Unidas                                                         |
| Peru          | Víctor Andrés Belaúnde                 | Representante Permanente nas Nações Unidas                                           |
| Polônia       | Stanisław Kulczyński Piotr Jaroszewicz | Vice-presidente do Conselho de Estado Vice-primeiro-ministro                         |
| Portugal      | Clotário Luís Supico Pinto             | Presidente da Câmara Corporativa                                                     |

### R
| País                  | Dignitário                                                                                   | Título |
| --------------------- | -------------------------------------------------------------------------------------------- | --- |
| Reino Unido           | Filipe, Duque de Edimburgo Alec Douglas-Home Elizabeth Douglas-Home Harold Wilson Jo Grimond | Príncipe consorte (representando a Rainha) Primeiro-ministro Esposa do primeiro-ministro Líder da Oposição Líder do Partido Liberal |
| República Árabe Unida | Mahmoud Fawzi                                                                                | Ministro das Relações Exteriores |
| Romênia               | Mircea Malița                                                                                | Vice-ministro das Relações Exteriores                                                                                               |

### S
| País       | Dignitário                                         | Título                                                                   |
| ---------- | -------------------------------------------------- | ------------------------------------------------------------------------ |
| Santa Sé   | Rev. Egidio Vagnozzi                               | Delegado Apostólico                                                      |
| Serra Leoa | John Karefa-Smart                                  | Ministro das Relações Exteriores                                         |
| Somália    | Mohammed Ali Daar                                  | Subsecretário de Relações Exteriores                                     |
| Suécia     | Bertil, Duque da Halândia Tage Erlander Olof Palme | Príncipe da Suécia Primeiro-ministro Ministro sem pasta                  |
| Suíça      | Friedrich Traugott Wahlen Pierre Michell           | Chefe do Departamento Político Secretário Geral do Departamento Político |

### T
| País              | Dignitário                                                             | Título |
| ----------------- | ---------------------------------------------------------------------- | --- |
| Tailândia         | Thanat Khoman                                                          | Ministro das Relações Exteriores                                                                          |
| Taiwan            | Tsiang Tingfu                                                          | Embaixador nos Estados Unidos                                                                             |
| Tanganica         | Chief Erasto A.M. Mangyenya                                            | Representante Permanente nas Nações Unidas                                                                |
| Trinidad e Tobago | Sir Ellis E.I. Clarke                                                  | Embaixador nos Estados Unidos                                                                             |
| Tunísia           | Bahi Ladgham Mongi Slim Taieb Slim Habib Bourguiba, Jr. Hachemi Quanes | Primeiro-ministro Ministro das Relações Exteriores Representante Permanente nos Estados Unidos Embaixador |
| Turquia           | İsmet İnönü Feridun Cemal Erkin                                        | Primeiro-ministro Ministro das Relações Exteriores                                                        |

### U
| País            | Dignitário         | Título                                            |
| --------------- | ------------------ | ------------------------------------------------- |
| Uganda          | Apollo Kironde     | Embaixador                                        |
| União Soviética | Anastas Mikoyan    | Primeiro vice-presidente do Conselho de Ministros |
| Uruguai         | Juan Felipe Yriart | Embaixador                                        |

### V
| País          | Dignitário                                   | Título                                                       |
| ------------- | -------------------------------------------- | ------------------------------------------------------------ |
| Venezuela     | Rolando Leandro Mora Antonio Briceño Linares | Ministro interino das Relações Exteriores Ministro da Defesa |
| Vietnã do Sul | Tran Chanh Thanh                             | Embaixador designado                                         |

### Organizações internacionais
| Organização                            | Dignitário               | Título                        |
| -------------------------------------- | ------------------------ | ----------------------------- |
| Comunidade Económica Europeia          | Jean Rey                 | Presidente                    |
| Comunidade Europeia do Carvão e do Aço | Albert Coppé Jean Monnet | Vice-presidente Ex-presidente |
| Comunidade Europeia da Energia Atómica | Maan Sassen              | Membro do Conselho            |

| Organização   | Dignitário | Título |
| ------------- | --- | --- |
| Nações Unidas | U Thant Ralph Bunche Paul G. Hoffman Maurice Pate David Vaughan Carlos Sosa Rodríguez and wife Sir Patrick Dean Dr. Louis Alvarado David Blanchard | Secretário-geral das Nações Unidas Subsecretário-geral para Assuntos Políticos Diretor-gerente do Fundo Especial das Nações Unidas Diretor Executivo do UNICEF Diretor de Serviços Gerais Presidente da Assembleia Geral e esposa Presidente do Conselho de Segurança das Nações Unidas Organização Internacional do Trabalho |

## Ausências proeminentes
Vários líderes e estadistas mundiais não compareceram ao funeral do presidente assassinado. Os que não estiveram presentes compareceram aos serviços memoriais em seus respectivos países. Algumas das principais ausências notáveis incluíram:
- Primeiro-ministro australiano Robert Menzies, citando a campanha eleitoral em andamento[16]
- Presidente italiano Antonio Segni, que não pôde viajar por causa da gripe[51][52]
- Primeiro-ministro indiano Jawaharlal Nehru, por conta da queda do helicóptero no mesmo dia do assassinato[53][54]
- Premiê soviético Nikita Khrushchov[55]

### Citações
1. 1 2  NBC News 1966, pp. 107, 109–110, 114–115, 120
2. ↑  Rusk, Dean (1990).  Rusk, Richard; Papp, Daniel S., eds. As I Saw It. New York: W. W. Norton & Company. p. 321. ISBN 0-393-02650-7
3. ↑  Ball, George (1982). The Past Has Another Pattern. New York: W.W. Norton Company. pp. 314-315. ISBN 9780393014815
4. 1 2 3 4  Duscha, Julius (25 de novembro de 1963). «Kings, Presidents and Premiers Here». The Washington Post. p. A1
5. ↑  The New York Times 2003, pp. 414–415
6. 1 2 3 4 5 6 7  Nash, Knowlton (1984). History on the Run: the Trenchcoat Memoirs of a Foreign Correspondent. Toronto: McClelland and Stewart. p. 154
7. ↑  NBC News 1966, pp. 140, 157
8. 1 2  Associated Press 1963, p. 93
9. ↑  The New York Times 2003, pp. 463, 537
10. ↑  NBC News 1966, p. 140
11. ↑  NBC News 1966, p. 87
12. ↑  Rue, Larry (25 de novembro de 1963). «Germans Send Delegation to Kennedy Rites». The Chicago Tribune. p. 7
13. 1 2 3  United Press International & American Heritage Magazine 1964, p. 108
14. 1 2  United Press International & American Heritage Magazine 1964, pp. 108–109
15. 1 2 3  NBC News 1966, p. 107
16. 1 2  «'Duty' Kept Menzies in Australia». The Sydney Morning Herald. 27 de novembro de 1963. p. 7
17. 1 2 3 4 5 6  «Foreign Notables Depart For Home». The New York Times. 27 de novembro de 1963. p. 18
18. ↑  NBC News 1966, pp. 114, 156
19. ↑  Robertson, Nan (27 de novembro de 1963). «Hundreds Visit Kennedy Grave». The New York Times. p. 18
20. ↑  Kennedy, Mark (22 de novembro de 1983). «Canadian Witness Relives JFK Slaying». The Ottawa Citizen. p. 1
21. ↑  «Head of State Visits». LBJ Presidential Library. Consultado em 8 de novembro de 2022
22. ↑  «Many Nations Share America's Grief». The New York Times. 24 de novembro de 1963. p. 6
23. ↑  The New York Times 2003, p. 404
24. 1 2  NBC News 1966, p. 152
25. ↑  United Press International & American Heritage Magazine 1964, p. 122
26. ↑  NBC News 1966, pp. 66, 110
27. ↑  NBC News 1966, pp. 73, 87
28. 1 2 3  NBC News 1966, p. 156
29. ↑  NBC News 1966, pp. 121, 156
30. ↑  United Press International & American Heritage Magazine 1964, p. 94
31. ↑  The New York Times 2003, p. 378
32. ↑  The New York Times 2003, pp. 120, 409
33. ↑  NBC News 1966, pp. 66, 107, 109, 152, 156
34. ↑  Sell, Ted (24 de novembro de 1963). «Japan Sends Foreign Minister to Funeral». The Los Angeles Times. p. 24
35. 1 2 3 4  «Political Leaders and Royalty Arrive for Kennedy's Funeral». The Chicago Tribune. 25 de novembro de 1963. p. 3
36. 1 2  The New York Times 2003, p. 374
37. ↑  NBC News 1966, pp. 64, 120, 156
38. ↑  NBC News 1966, pp. 57, 64, 120, 156
39. ↑  Veysey, Arthur (24 de novembro de 1963). «Britons Fill Churches to Pay Homage». The Chicago Tribune. p. 1.11
40. ↑  NBC News 1966, p. 120
41. ↑  The New York Times 2003, p. 416
42. 1 2  Marder, Murrey (27 de novembro de 1963). «Many Talks Held With Dignitaries». The Washington Post. p. A1
43. ↑  Leffler, Melvyn P. (2007). For the Soul of Mankind: The United States, the Soviet Union, and the Cold War. New York: Hill and Wang. p. 192. ISBN 978-0-8090-9717-3
44. ↑  The New York Times 2003, p. 537
45. 1 2 3 4 5 6 7  NBC News 1966, pp. 152, 156
46. 1 2  The New York Times 2003, pp. 118–119
47. ↑  «World's Top Leaders Will Attend Funeral». The Los Angeles Times. 24 de novembro de 1963. p. 1
48. ↑  NBC News 1966, p. 157
49. ↑  «'A Sudden Extinction of a Shining Light'». The Washington Post. 26 de novembro de 1963. p. A11
50. ↑  «People Around the World Join Americans in Mourning Death of Their President». The New York Times. 26 de novembro de 1963. p. 12
51. ↑  «Pope Paul Prayed and Italy's President Wept». Life. 55 (23). 6 de dezembro de 1963. pp. 122–123
52. ↑  «Segni Attends Mass Celebrated By Spellman to Honor Kennedy». The New York Times. 26 de novembro de 1963. p. 12
53. ↑  Associated Press 1963, p. 49
54. ↑  The New York Times 2003, p. 420
55. ↑  The New York Times 2003, p. 372